# Barbus hypsolepis
Barbus hypsolepis е вид лъчеперка от семейство Шаранови (Cyprinidae). Видът не е застрашен от изчезване.

## Разпространение
Разпространен е в Буркина Фасо, Гана, Кот д'Ивоар, Мали и Нигерия.

## Описание
На дължина достигат до 3,3 cm, а теглото им е максимум 3 g.